# Hadena jola
Hadena jola là một loài bướm đêm trong họ Noctuidae.